# Miscellania dentata
Miscellania dentata är en ringmaskart som beskrevs av Martin, Alós och Sardá 1990. Miscellania dentata ingår i släktet Miscellania och familjen Syllidae. Arten har ej påträffats i Sverige. Inga underarter finns listade i Catalogue of Life.